# Бродвью-Парк (Флорида)
Бродвью-Парк (англ. Broadview Park) — статистически обособленная местность, расположенная в округе Брауард (штат Флорида, США) с населением в 6798 человек по статистическим данным переписи 2000 года.

## География
По данным Бюро переписи населения США статистически обособленная местность Бродвью-Парк имеет общую площадь в 2,59 квадратных километров, водных ресурсов в черте населённого пункта не имеется.
Статистически обособленная местность Бродвью-Парк расположена на высоте 5 м над уровнем моря.

## Демография
| Год переписи        | Нас. |  | %±    |
| ------------------- | ---- |  | ----- |
| 1970                | 6049 |  | —     |
| 1980                | 6022 |  | −0,4% |
| 1990                | 6109 |  | 1,4%  |
| 2000                | 6798 |  | 11,3% |
| 1970–2000 источник: |      |  |       |

По данным переписи населения 2000 года в Бродвью-Парк проживало 6798 человек, 1606 семей, насчитывалось 2122 домашних хозяйств и 2267 жилых домов. Средняя плотность населения составляла около 2624,71 человек на один квадратный километр. Расовый состав населённого пункта распределился следующим образом: 67,92 % белых, 16,98 % — чёрных или афроамериканцев, 0,21 % — коренных американцев, 1,94 % — азиатов, 0,49 % — выходцев с тихоокеанских островов, 4,31 % — представителей смешанных рас, 8,16 % — других народностей. Испаноговорящие составили 42,32 % от всех жителей статистически обособленной местности.
Из 2122 домашних хозяйств в 41,6 % воспитывали детей в возрасте до 18 лет, 50,5 % представляли собой совместно проживающие супружеские пары, в 17,6 % семей женщины проживали без мужей, 24,3 % не имели семей. 17,0 % от общего числа семей на момент переписи жили самостоятельно, при этом 4,5 % составили одинокие пожилые люди в возрасте 65 лет и старше. Средний размер домашнего хозяйства составил 3,17 человек, а средний размер семьи — 3,52 человек.
Население статистически обособленной местности по возрастному диапазону по данным переписи 2000 года распределилось следующим образом: 29,8 % — жители младше 18 лет, 10,2 % — между 18 и 24 годами, 33,6 % — от 25 до 44 лет, 18,8 % — от 45 до 64 лет и 7,6 % — в возрасте 65 лет и старше. Средний возраст жителей составил 31 год. На каждые 100 женщин в Бродвью-Парк приходилось 108,1 мужчин, при этом на каждые сто женщин 18 лет и старше приходилось 105,8 мужчин также старше 18 лет.
Средний доход на одно домашнее хозяйство статистически обособленной местности составил 38 125 долларов США, а средний доход на одну семью — 39 176 долларов. При этом мужчины имели средний доход в 27 473 доллара США в год против 22 296 долларов среднегодового дохода у женщин. Доход на душу населения статистически обособленной местности составил 38 125 долларов в год. 13,6 % от всего числа семей в населённом пункте и 14,8 % от всей численности населения находилось на момент переписи населения за чертой бедности, при этом 18,2 % из них были моложе 18 лет и 16,4 % — в возрасте 65 лет и старше.